# Oswald Onghers
Oswald Onghers (* 5. Oktober 1628 in Mechelen; † 24. Dezember 1706 in Würzburg) war ein flämischer Barockmaler.

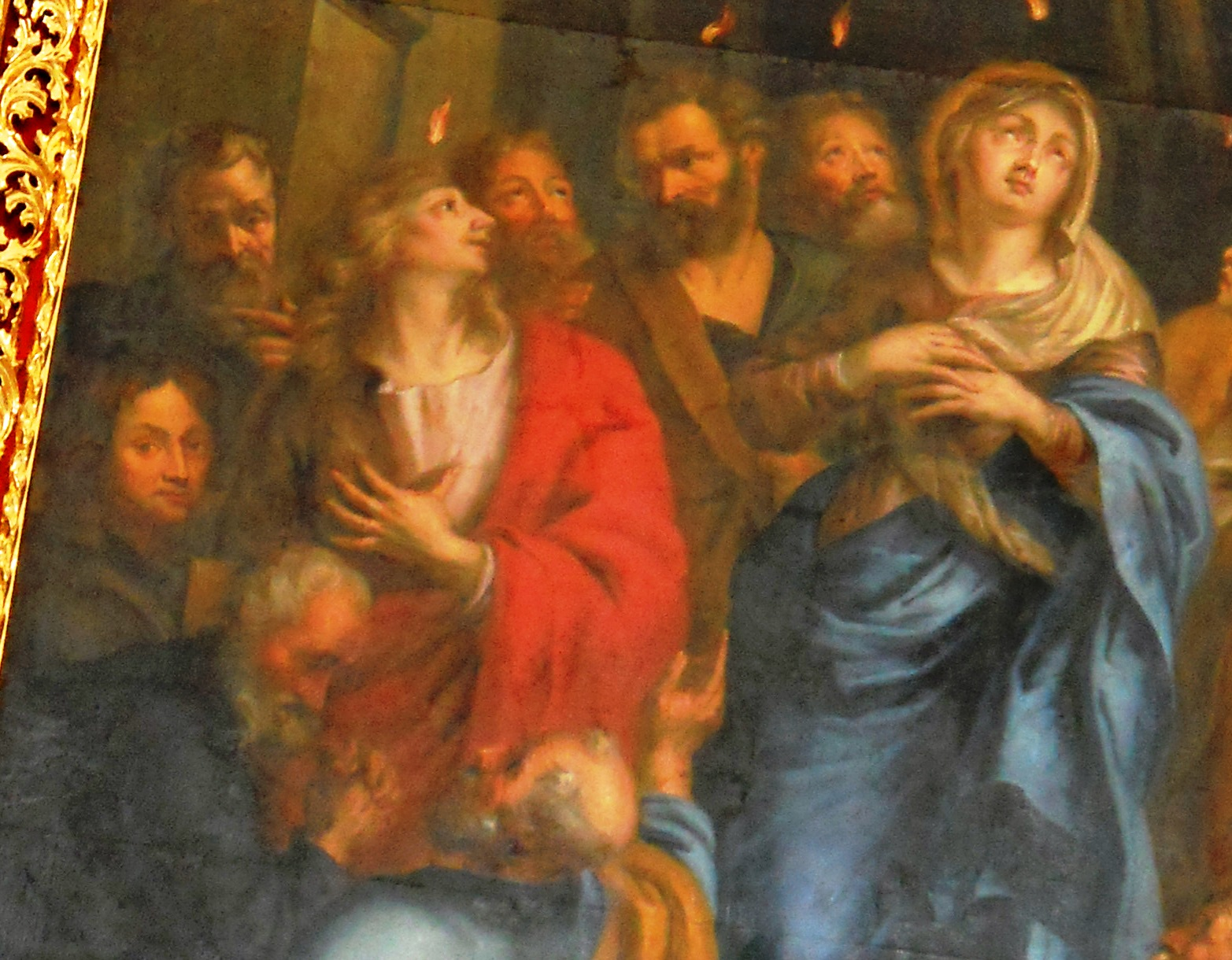
Choraltarblatt Pfingstwunder in der Heilig-Geist-Spitalkirche Eichstätt. Links am Bildrand Selbstbildnis von Oswald Onghers (mit seinem Sohn)

## Leben und Werk
Onghers lernte 1641 bei Jean-Baptiste le Saive d. J. Im Jahr 1653 hielt er sich nachweislich in Mainz auf und malte im selben Jahr für den Bamberger Dom ein Altargemälde mit der Darstellung der Aufnahme Marias in den Himmel. Das Werk befindet sich heute in der katholischen Stadtpfarrkirche St. Martin in Forchheim. 1660 kam Onghers nach Würzburg, wo er 1663 heiratete und den Titel eines kurfürstlichen Hofmalers erhielt. Er übernahm zahlreiche kirchliche Aufträge, allein 17 Gemälde fertigte er für den Würzburger Dom (von denen drei erhalten blieben und im Stift Haug aufbewahrt sind) an. Für den Würzburger Dom schuf er 1659 die Altarbilder Enthauptung Johannes des Täufers und Martyrium des hl. Kilian, 1660 einen Christus am Ölberg und 1662 das 1945 verbrannte Bild Himmelfahrt Mariens. Darüber hinaus schuf Onghers viele Porträts und profilierte sich im Bereich der Genre-, Stillleben- und Landschaftsmalerei. Seine Werke finden sich hauptsächlich in den Kirchen der Diözese Würzburg. Zahlreiche Zeichnungen aus dem Nachlass Onghers konnten, im Gegensatz zu anderen beim Feuersturm von 1945 in Privatbesitz befindlichen Werken, vom Mainfränkischen Museum in Würzburg erhalten werden. Onghers’ Figuren sind von Rubens’ Pathos beeinflusst, in der Frühzeit orientierte er sich an der Eleganz des Künstlers van Dyck. Im Jahr 1706 gab Onghers eine seiner Töchter dem ebenfalls aus Mecheln stammenden Würzburger Hofbildhauer (statuarius aulicus) Jakob van der Auwera zur Frau, der in Würzburg wohl seit 1700 bauplastisch im Dienst des Juliusspitals tätig war.

## Werke (Auswahl)

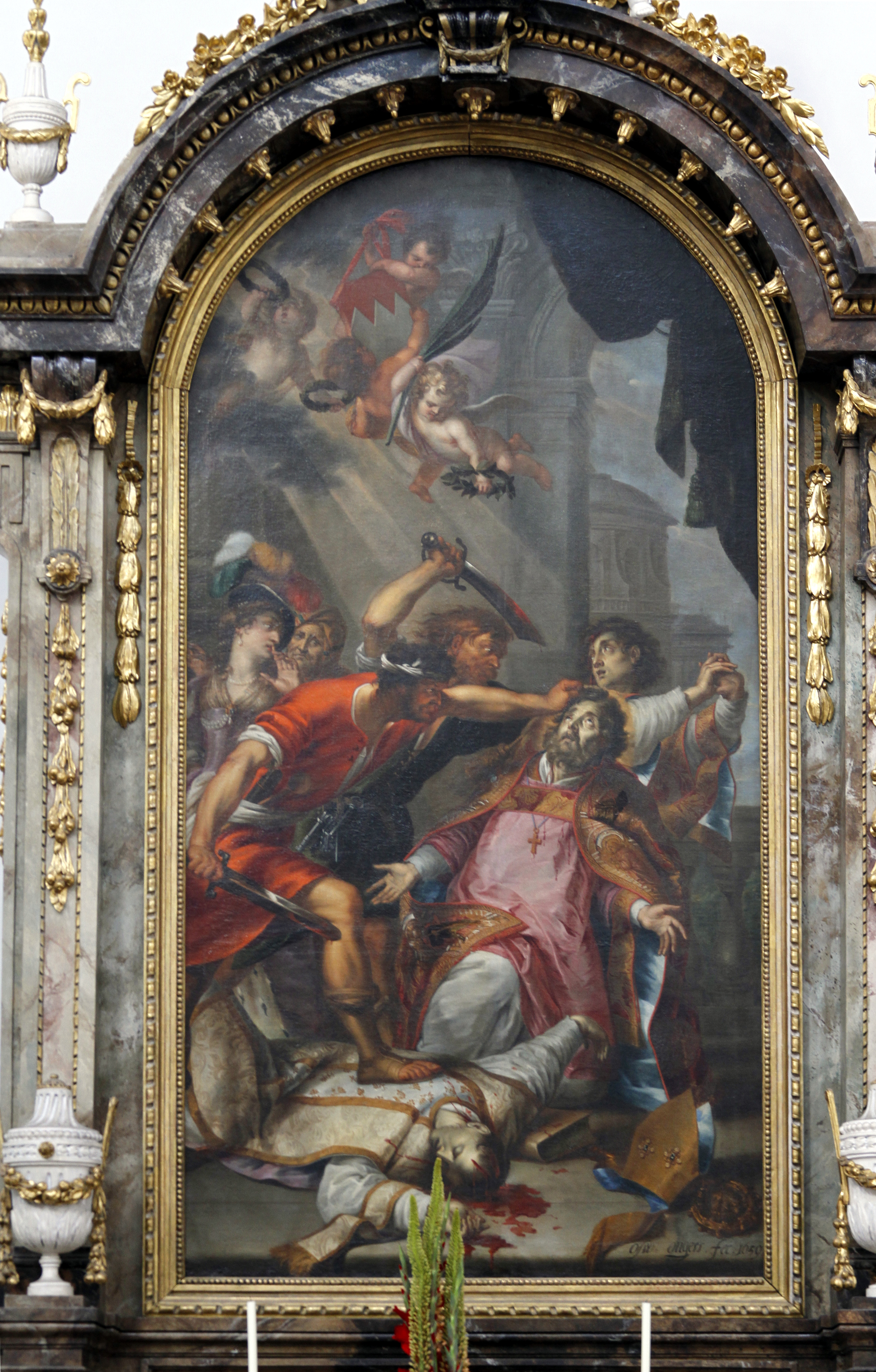
Martyrium des hl. Kilian, Ölgemälde, Würzburger Dom 1659, jetzt Neumünster in Würzburg

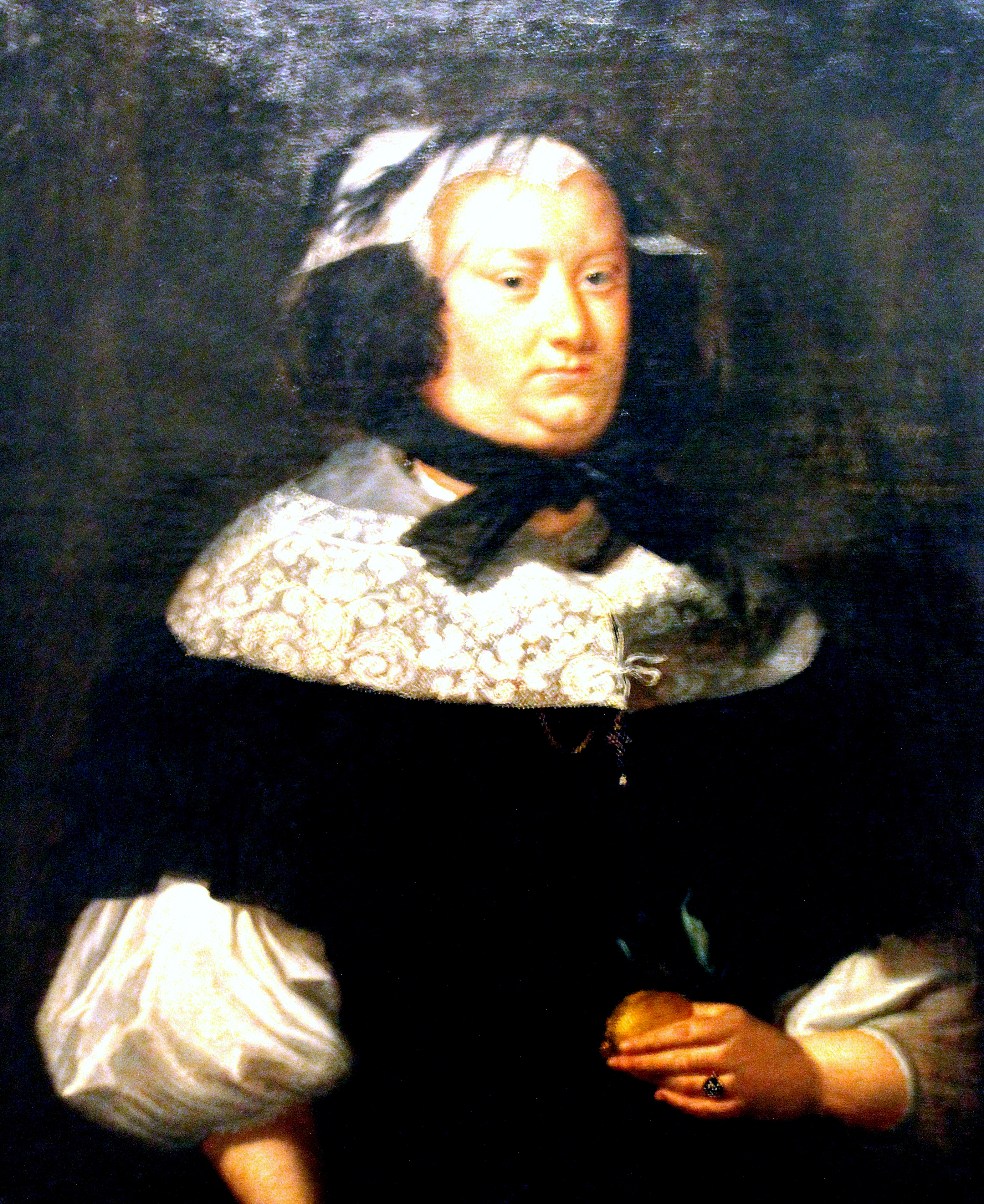
Porträt Barbara Amling, um 1680, Museum für Franken (Würzburg)

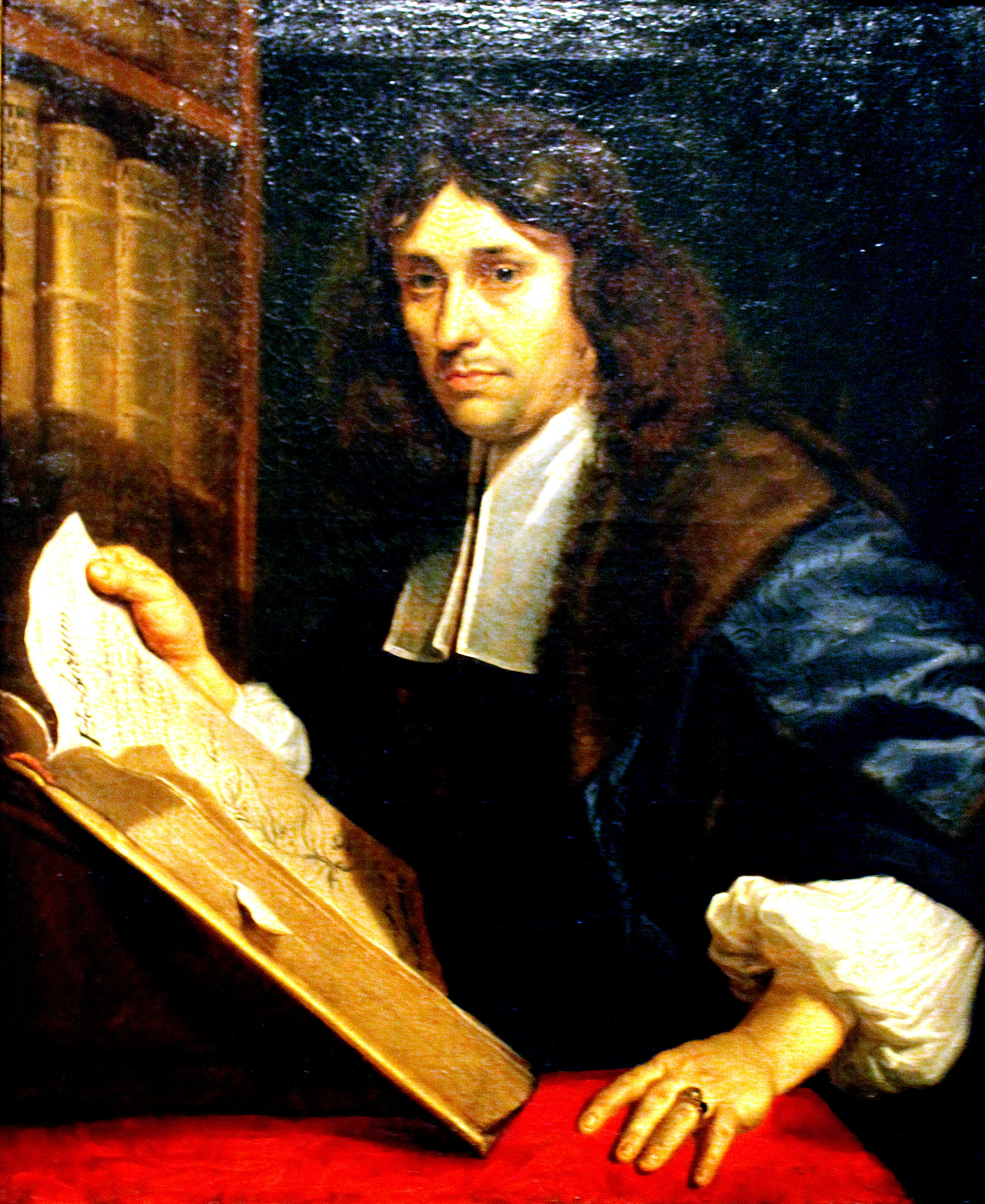
Porträt Jakob Amling, um 1680, Museum für Franken (Würzburg)

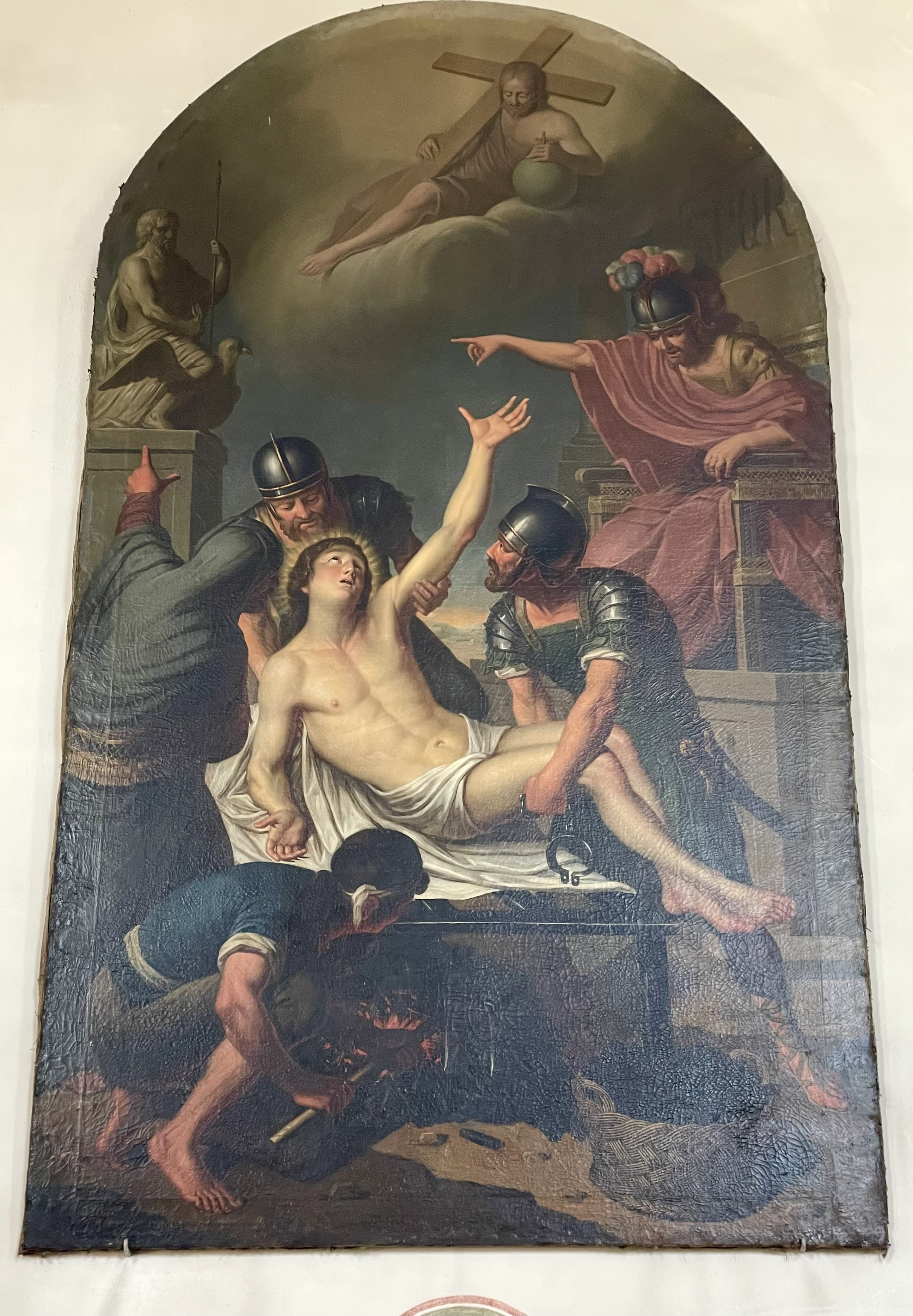
Martyrium des hl. Laurentius, urspr. Würzburger Dom, jetzt Pfarrkirche Rannungen

- Abteikirche Amorbach[4]

Bilder in den Seitenaltären (1662)
- Kartause Marienbrück in Astheim[5]

St. Bruno vor der Gottesmutter (1723/24), Altarblatt im Hochaltar
- Kirche Mariä Himmelfahrt in Aub[6]

Aufnahme Mariens in den Himmel, Altarblatt im Hochaltar
- St. Martin in Bamberg[7]

Igantius von Loyola mit dem Namen Jesu (1691), Altarblatt in der Chorseitenkapelle
Tod des Heiligen Franz Xaver (1691), Altarblatt in der Chorseitenkapelle
Muttergottes (Ende 17. Jahrhundert), Altarblatt in der Chorseitenkapelle
- Kloster Bronnbach

Himmelfahrt Mariens (1670), Altarblatt im Hochaltar
Vermählung Marias, Altarblatt im Nebenaltar
Bernhardus, Altarblatt im Nebenaltar
Steinigung des Stephanus, Altarblatt im Nebenaltar
Johannes der Täufer, Altarblatt im Nebenaltar
Darstellung des Leidens Christi, vier Farbtafeln im Chorgestühl
- Mariä Himmelfahrt in Buchbrunn

Die Rosenkranzübergabe an Dominikus und Katharina von Siena (1674), Ölgemälde, ursprünglich in der katholischen Johanneskirche Kitzingen
- St. Maria de Rosario, Dimbach[8]

Immaculata, Altarblatt
- Pfarrkirche St. Nikolaus, Eibelstadt[9]

Ermordung von St. Kilian, Altarblatt
- Heilig-Geist-Spitalkirche Eichstätt

Pfingstwunder, Altarblatt im Hochaltar, bez. „Osw. Onghers pinxit Ao 1701“, mit Selbstbildnis Onghers’
- Dom zu Eichstätt

Martyrium der hl. Barbara, Altarblatt des ehemaligen Barbara-Altares des Domes, heute an der Westwand der ehem. Sakristei des Willibald-Chores; von Felix Mader (Kunstdenkmäler der Stadt Eichstätt, S. 162) Onghers zugeschrieben
- Augustinerkloster Fährbrück[10]

Himmelfahrt Mariens, Altarblatt im Hochaltar
- Pfarrkirche St. Bartholomäus, Gambach[11]

Kreuzwegstationen
- Pfarrkirche Maria vom Rosenkranz, Gerolzhofen

Martyrium der Frankenapostel, Altarblatt im Langhaus
- Pfarrkirche Kreuzauffindung, Grafenrheinfeld[12]

Erkennung des heiligen Kreuzes, Altarbild im Hochaltar
- Stiftskirche Großcomburg[13]

Altarblatt Pieta am linken Seitenaltar
- Kapuzinerkloster Kitzingen[14]

Himmelfahrt Mariens (1679), Altarblatt im Hochaltar
Reuige Magdalena
- Augustinerklosterkirche St. Michael, Münnerstadt[15]

St. Sebastian (1672), Altarblatt im rechten, kleinen Seitenaltar
St. Nikolaus von Tolentino (1682), Altarblatt im linken, kleinen Seitenaltar
- St. Martin, Ober-Erlenbach[16]

Altarblätter der Seitenaltäre (unsicher)
- St. Bartholomäus, Oberspiesheim

Thronende Maria, Altarblatt des Hochaltars, ursprünglich für die Klosterkirche in Ebrach
- Kapuzinerkirche St. Maria, Ochsenfurt[17]

Altarbilder
- Pfarrkirche St. Bonifatius (Rannungen),

Altarblatt Martyrium des hl. Laurentius (Leihgabe aus dem alten Dom zu Würzburg)
- Pfarrkirche St. Stephan, Randersacker[18]

Altarblätter
- Wallfahrtskirche Maria im Grünen Tal, Retzbach[19]

Heilige Familie, Bild im Seitenaltar
Enthauptung von Johannes dem Täufer, Bild im Seitenaltar
- St. Sebastian, Reupelsdorf

Krönung Mariens, Altarblatt
- Pfarrkirche St. Peter und Paul, Rüdenhausen[20]

Kreuzigung, Altarblatt
Auferstehung, Ölgemälde
Jesus Salvator, Evangelisten, Kanzel
- Pfarrkirche St. Josef, Schweinfurt-Oberndorf

Maria Immaculata, ursprünglich aus der Klosterkirche St. Afra, Würzburg
- Pfarrkirche Heilig-Kreuz, Stadtschwarzach[21]

Anbetung der Heiligen Drei Könige, Altarblatt
- Pfarrkirche St. Sebastian, Unterspiesheim[22]

Altarbild
- St. Bartholomäus und St. Georg, Volkach[23]

Die Enthauptung Johannes des Täufers, Ölgemälde
Der Heilige Antonius von Padua, Ölgemälde
- St. Burkard, Würzburg[24]

St. Burkard, Altarblatt im Hochaltar
Beweinung Christi, Altarblatt im Nebenaltar
- Stift Haug, Würzburg[25]

Martyrium des hl. Johannes d. T., 1659
Martyrium des hl. Kilians und seiner Gefährten, 1659 (jetzt im Neumünster)
Hochaltartafel mit der Darstellung Mariae Himmelfahrt von 1694/1695, verbrannt beim Bombenangriff auf Würzburg am 16. März 1945.
Altarblätter des Äquilinusaltars (1705) und des Dreikönigsaltars (1706), 1945 verbrannt
- Spitalkirche St. Kilian, Würzburg[28]

Altargemälde, zerstört bei den Luftangriffen am 16. März 1945
- Neubaukirche (Würzburger Universitätskirche)

Altartafeln (um 1703) von Hauptaltar (heute in Schlüsselfeld) und zwei Nebenaltären (heute in Brunntal bei Wenkheim)
- Neumünster (Würzburg)

Martyrium des heiligen Kilian (1659), ursprünglich im Würzburger Dom
- Karmelitenkirche St. Joseph und St. Maria Magdalena (Würzburg)

Altartafel, verbrannt 1945
- Marienkirche in der Festung Marienberg in Würzburg

Altarbild des Hauptaltars (um 1700), 1945 verbrannt
- Museum für Franken, Würzburg

Porträts des Botanikers und Arztes Jakob Amling (1628–1698) und dessen Frau Barbara (um 1680)
- Würzburger Dom

Ecce-homo-Tafel des Dechantenaltars im nördlichen Domquerhaus, 1704 (1945 verbrannt)
Altarblatt des Propstaltas, um 1704 (1945 verbrannt)

## Werke aus der Onghers-Schule
- Pfarrkirche St. Bartholomäus, Kist

Petrus in der Reue bzw. Reue Petri (um 1690), Gemälde über dem Beichtstuhl